# Northern Pacific Railway
A Northern Pacific Railway foi uma ferrovia transcontinental que operava na área noroeste dos Estados Unidos desde o estado de Wisconsin até Washington. Ela foi aprovada pelo Congresso em 1864 e recebeu quase 160 mil quilômetros quadrados de concessões de terras, que usou para levantar dinheiro na Europa para a construção. As obras iniciaram-se em 1870 e a linha principal foi inaugurada em 8 de setembro de 1883, quando o ex-presidente Ulysses S. Grant o último pedaço em Montana. A ferrovia tinha por volta de onze mil quilômetros de trilhos e servia os estados de Idaho, Minnesota, Montana, Dakota do Norte, Oregon, Washington e Wisconsin, além também de um tamo internacional para a província de Manitoba no Canadá. As principais atividades eram o transporte de trigo e outros produtos agrícolas, gado, madeira, minerais, produtos de consumo e passageiros. A Northern Pacific Railway sempre teve uma história financeira conturbada, fundindo-se em 1970 com outras linhas a fim de formar a Burlington Northern Railroad.